# Underground Railroad

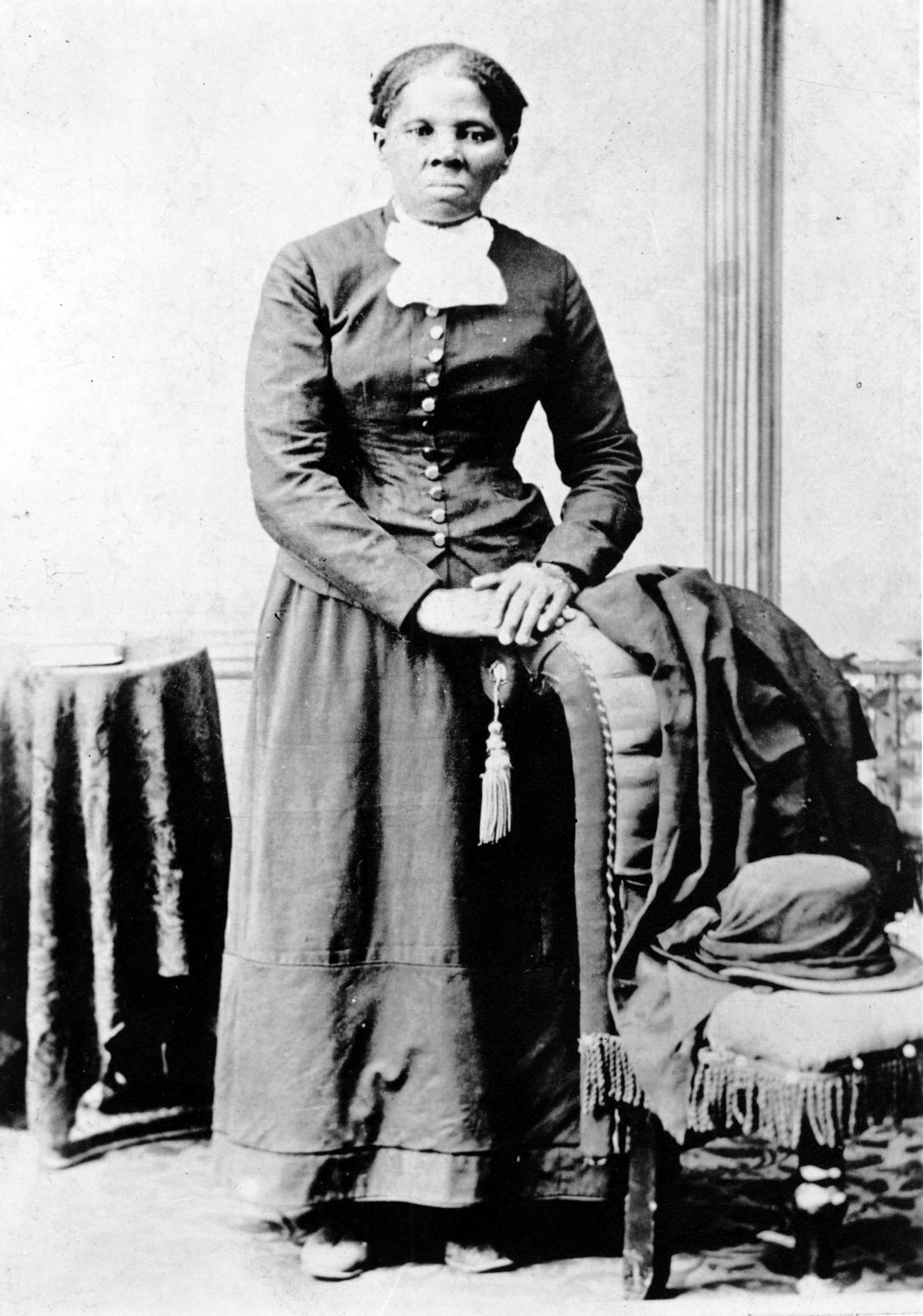
Harriet Tubman, „a föld alatti vasút lelke”, aki 13 utat tett meg, és több mint 70 embert segített kiszabadítani. Elvezette az embereket az északi szabad államokba. Fotó: Harvey B. Lindsley

Az Underground Railroad csempészútvonalak titkos hálózata volt az Egyesült Államokban, amely lehetővé tette a szökött rabszolgák számára, hogy elhagyják az Egyesült Államok déli államait, és biztonságot keressenek a szökött rabszolgáknak menedéket nyújtó északi államokban, Kanadában vagy Mexikóban.

## Politikai háttér
Az Underground Railroad komoly ellentétek forrása volt az Egyesült Államok északi és déli része között. Sok északi együttérzett azokkal, akik biztonságba segítették a szökött rabszolgákat. A déliek viszont éveken át követelték olyan átfogó törvények elfogadását, amelyek kötelezővé tették a szökött rabszolgák elfogását. 1850-ben a Kongresszus a szökevény rabszolgatörvénnyel válaszolt. Ennek eredményeként az egykori rabszolgák többé nem maradhattak az Egyesült Államokban, és minden olyan vasútvonalat lezártak, amely nem Kanadába vagy Mexikóba vezetett.

## Történet

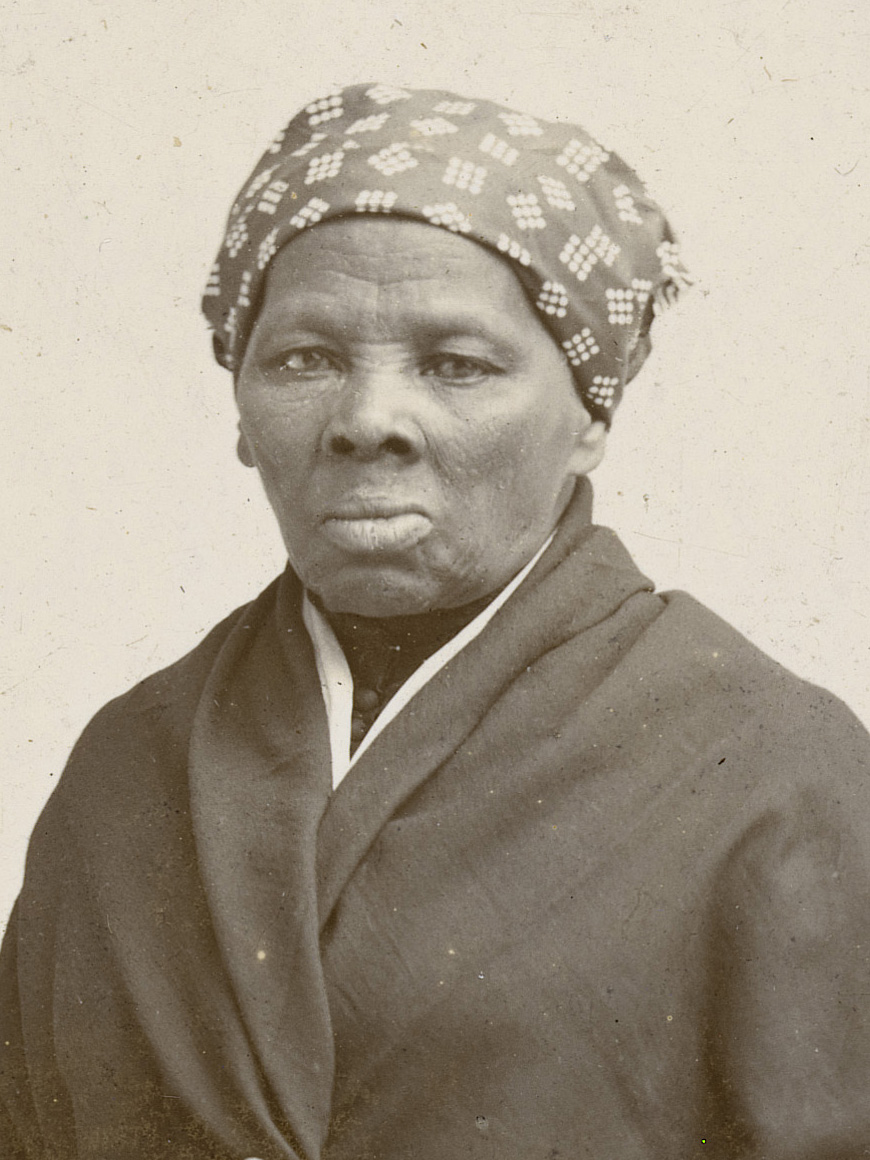
Fotó: Horatio Seymour Squyer, 1895

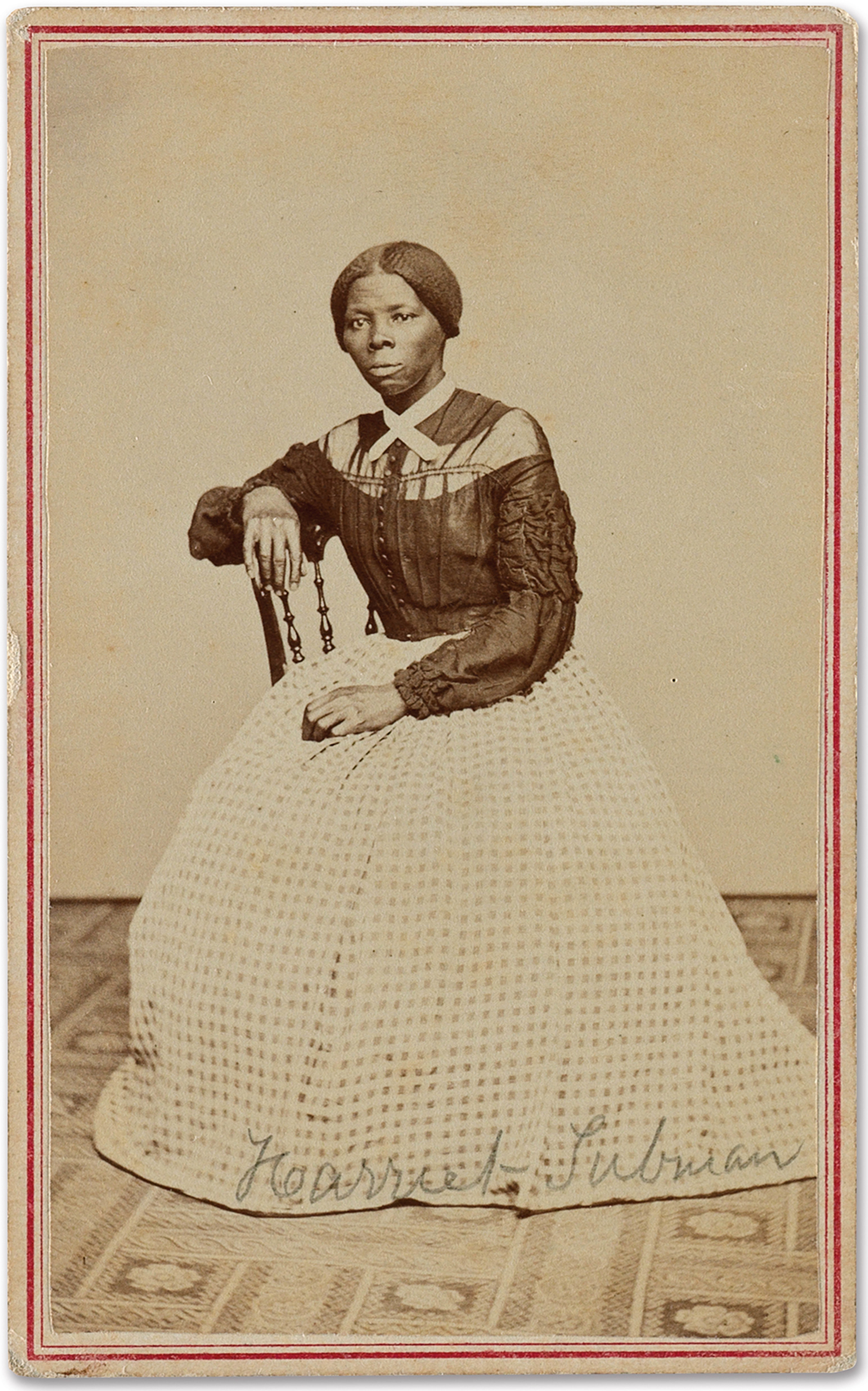

Az Underground Railroad olyan biztonságos házakból és egyéb létesítményekből állt, amelyek az abolicionista mozgalom szimpatizánsai voltak. Úgy működött, mint sok nagyszabású ellenállási mozgalom: sok különálló sejttel, amelyek keveset tudtak más sejtekről, és valójában csak néhányat ismertek a szomszédos sejtjeikből. A szökevény rabszolgák egyik állomásról a másikra utaztak, és több lépcsőben jutottak el Északra. A Railroad fő alkalmazottai egykori rabszolgák, valamint kvékerek és a Wesleyan Metodista Egyház (a protestantizmus egyik metodista szektája) tagjai voltak, akik vallási ellenszenvvel viszonyultak a rabszolgasághoz.
A vasúton szökött rabszolgák fő végső célállomása a dél-kanadai Ontario állam volt a Niagara körül és Windsor városa. Körülbelül 30 000 ember menekült sikeresen Kanadába. Ez a népesség jelentős növekedéséhez vezetett a még mindig ritkán lakott kanadai gyarmatokon, és ezek a telepesek képezték Ontario jelenlegi fekete lakosságának alapját.
A Underground Railroad szálka volt a rabszolga-tulajdonosok és a rabszolgaság-pártiak szemében. Mindent megtettek, hogy elfogják a szökött rabszolgákat, beleértve az elfogott szökött rabszolgák miatt kapott jutalmakat is. A fejvadászok ezt lelkesen kihasználták.
A Underground Railroad az amerikai polgárháború 1861-es kitörése után megszűnt, de egykori rabszolgák még az Egyesült Államok északi államaiban sem voltak teljes biztonságban. Időnként elrabolták vagy csapdába ejtették őket, vagy/és a rendőrség segítségével elfogták, majd arra kényszerítették őket, hogy láncra verve menjenek dél felé, és kerüljenek vissza gazdáikhoz. A már szabad feketéket is rendszeresen elrabolták és eladták a rabszolgapiacokon.
Az is kockázatos volt, hogy szabad feketék bármilyen okból felkeresnek egy rabszolgatartó államot. Ott nagyon nem kedvelték őket, mert féltek, hogy felkeléseket fognak provokálni. Ezért fennállt annak a veszélye, hogy letartóztatják vagy elrabolják és eladják rabszolgának. Ez főleg a fekete tengerészekre vonatkozott. Dél-Karolina ezt még a néger tengerészekről szóló törvényben is legalizálta: a kikötött hajó fedélzetén tartózkodó feketéket letartóztatták. Hacsak a kapitány nem váltotta ki őket, vagy nem tudták igazolni szabad státuszukat, rabszolgának adták el őket.
Ezeket a gyakorlatokat szarkasztikusan „fordított föld alatti vasútnak” nevezték.